# René Dubos
René Jules Dubos (Saint-Brice-sous-Forêt, Île-de-France, 20 de fevereiro de 1901 — Nova Iorque, 20 de fevereiro de 1982) foi um microbiologista, patologista experimental, ambientalista e humanista franco-estadunidense.

## Biografia
Recebeu o Prémio Pulitzer de Não Ficção Geral em 1969 por So Human an Animal (Um Animal tão Humano), publicado um ano antes.
Foi editor-chefe da Propædia.

## Obra
Em português:
- Um animal tão humano, 1974: USP

Em inglês:
- Louis Pasteur, Free Lance of Science, 1950, 1960, Charles Scribner's Sons, Da Capo Press 1986 reedição da edição de 1960: ISBN 0306802627
- The White Plague: Tuberculosis, Man, and Society, 1952, Little, Brown, and Company, Rutgers University Press 1987: ISBN 0813512247
- Mirage of Health: Utopias, Progress & Biological Change, 1959, Rutgers University Press 1987: ISBN 0813512603
- Pasteur and Modern Science, 1960, Anchor Books, edição da American Society of Microbiology com novo capítulo de Thomas D. Brock, 1998: ISBN 1555811442
- The Dreams of Reason: Science and Utopias, 1961 George B. Pegram lectures, Columbia University Press
- The Unseen World, 1962, The Rockefeller Institute Press
- The Torch of Life: Continuity in Living Experience, 1962, Simon and Schuster, Touchstone 1970 reedição: ISBN 0671204696
- Man Adapting, 1966, Yale University Press, ISBN 0300004370, enlarged edition 1980: ISBN 0300025815
- So Human an Animal: How We Are Shaped by Surroundings and Events, 1968, Scribner Book Company,  Transaction Publishers 1998 edition: ISBN 0765804298 (recebeu o Prêmio  Pulitizer de 1969 para não-ficção)
- Reason Awake, 1970, Columbia University Press, ISBN 0231031815
- Only One Earth: The Care and Maintenance of a Small Planet, 1972, co-autoria com Barbara Ward e United Nations Conference on the Human Environment, W W Norton & Co, ISBN 0393063917
- A God Within, 1973, Scribner, ISBN 068413506X
- Of Human Diversity, 1974, Clark University Press, ISBN 0914206249
- The Professor, the Institute, and DNA: Oswald T. Avery, His Life and Scientific Achievements, 1976, Paul & Company, ISBN 0874700221
- The Wooing of Earth, 1980, Scribner, ISBN 0684165015
- Quest: Reflections on Medicine, Science, and Humanity, 1980, Harcourt Brace Jovanovich, ISBN 0151757054
- Celebrations of Life, 1981, McGraw Hill, ISBN 0070178933
- Beast or Angel: Choices That Make Us Human, 1982, Scribner, capa dura: ISBN 0684176084, brochura 1984: ISBN 0684144360
- The World of Rene Dubos: A Collection from His Writings, 1990, Henry Holt & Co, ISBN 0805013601